# Ángel Correa
Ángel Martín Correa Martínez (sinh ngày 9 tháng 3 năm 1995), thường được biết đến với tên gọi Ángel Correa (phát âm tiếng Tây Ban Nha: [ˈaŋxel koˈrea]), là một cầu thủ bóng đá chuyên nghiệp người Argentina hiện đang thi đấu ở vị trí tiền đạo hoặc tiền vệ cánh cho câu lạc bộ La Liga Atlético Madrid và đội tuyển bóng đá quốc gia Argentina.
Bắt đầu sự nghiệp chuyên nghiệp của mình khi mới 18 tuổi tại câu lạc bộ bóng đá Argentina San Lorenzo de Almagro, anh đã cùng câu lạc bộ này giành được chức vô địch Torneo Inicial vào năm 2013 và Copa Libertadores vào năm 2014.
Correa đã được triệu tập vào đội tuyển U-20 Argentina vào năm 2015 và đeo băng đội trưởng. Việc anh được chọn làm đội trưởng đã giúp U-20 Argentina vô địch Giải đấu Nam Mỹ, nơi anh được vinh danh là Cầu thủ xuất sắc nhất giải đấu.

## Sự nghiệp câu lạc bộ

### San Lorenzo
Sinh ra ở Rosario, Tỉnh Santa Fe, Correa gia nhập đội trẻ của San Lorenzo vào năm 2007 khi 12 tuổi. Vào mùa hè năm 2012, anh dự định gia nhập câu lạc bộ Bồ Đào Nha Benfica theo dạng chuyển nhượng tự do, nhưng hợp đồng sau đó đã đổ bể.
Correa đã ký hợp đồng chuyên nghiệp bốn năm với Ciclón vào ngày 23 tháng 9 năm 2012, và được đưa lên đội một vào tháng 1 năm 2013. Vào ngày 31 tháng 3, anh chơi trận đầu tiên với tư cách chuyên nghiệp, vào sân thay người ở hiệp hai trong trận thua 0-1 trước Newell's Old Boys.
Vào ngày 11 tháng 5, Correa ghi bàn thắng chuyên nghiệp đầu tiên, ghi bàn thắng cuối cùng trong chiến thắng 3–0 trên sân nhà trước Boca Juniors. Anh kết thúc mùa giải với 13 lần ra sân (8 lần ra sân, 747 phút thi đấu), ghi 4 bàn.

### Atlético Madrid

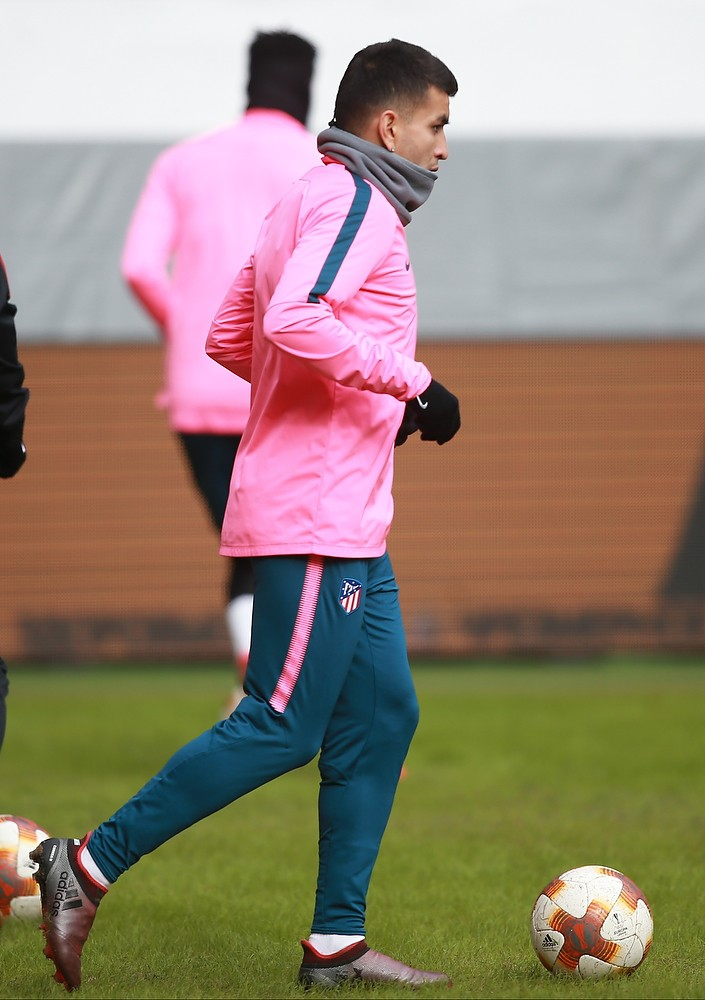
Correa tại Atlético Madrid

Vào ngày 27 tháng 5 năm 2014, sau khi ghi sáu bàn trong mùa giải 2013–14, Correa đã đồng ý một thỏa thuận với đội bóng chủ quản La Liga Atlético Madrid với mức phí được báo cáo là 7,5 triệu euro. Anh đã ký hợp đồng 5 năm với đội bóng thành Madrid, gia nhập câu lạc bộ sau Copa Libertadores 2014.
Tuy nhiên, vào tháng 6 năm 2014, Correa đã phải ngồi ngoài sáu tháng vì một khối u ở tim. Sau khi trải qua cuộc phẫu thuật vào ngày 18 tháng 6 tại New York, anh bắt đầu tập luyện nhẹ vào tháng 8, và chính thức trở lại thi đấu vào ngày 13 tháng 12.
Trên 22 tháng 8 năm 2015, Correa vào sân thay thế Oliver Torres trong chiến thắng 1-0 trên sân nhà trước UD Las Palmas. Anh ghi bàn thắng đầu tiên cho câu lạc bộ vào ngày 19 tháng 9, ghi bàn đầu tiên trong chiến thắng 2–0 trên sân khách trước SD Eibar; anh cũng kiến tạo cho Fernando Torres ghi bàn thứ hai.
Vào ngày 6 tháng 11 năm 2019, Correa đánh dấu lần ra sân thứ 200 cho Atlético, khởi đầu với trận thua 1-2 trước Bayer Leverkusen. Vào ngày 10 tháng 8, Atlético thông báo rằng Correa và đồng đội Šime Vrsaljko đã bị dương tính với COVID-19, cả hai đều không thể thi đấu trong trận tứ kết của đội với RB Leipzig.

## Sự nghiệp quốc tế

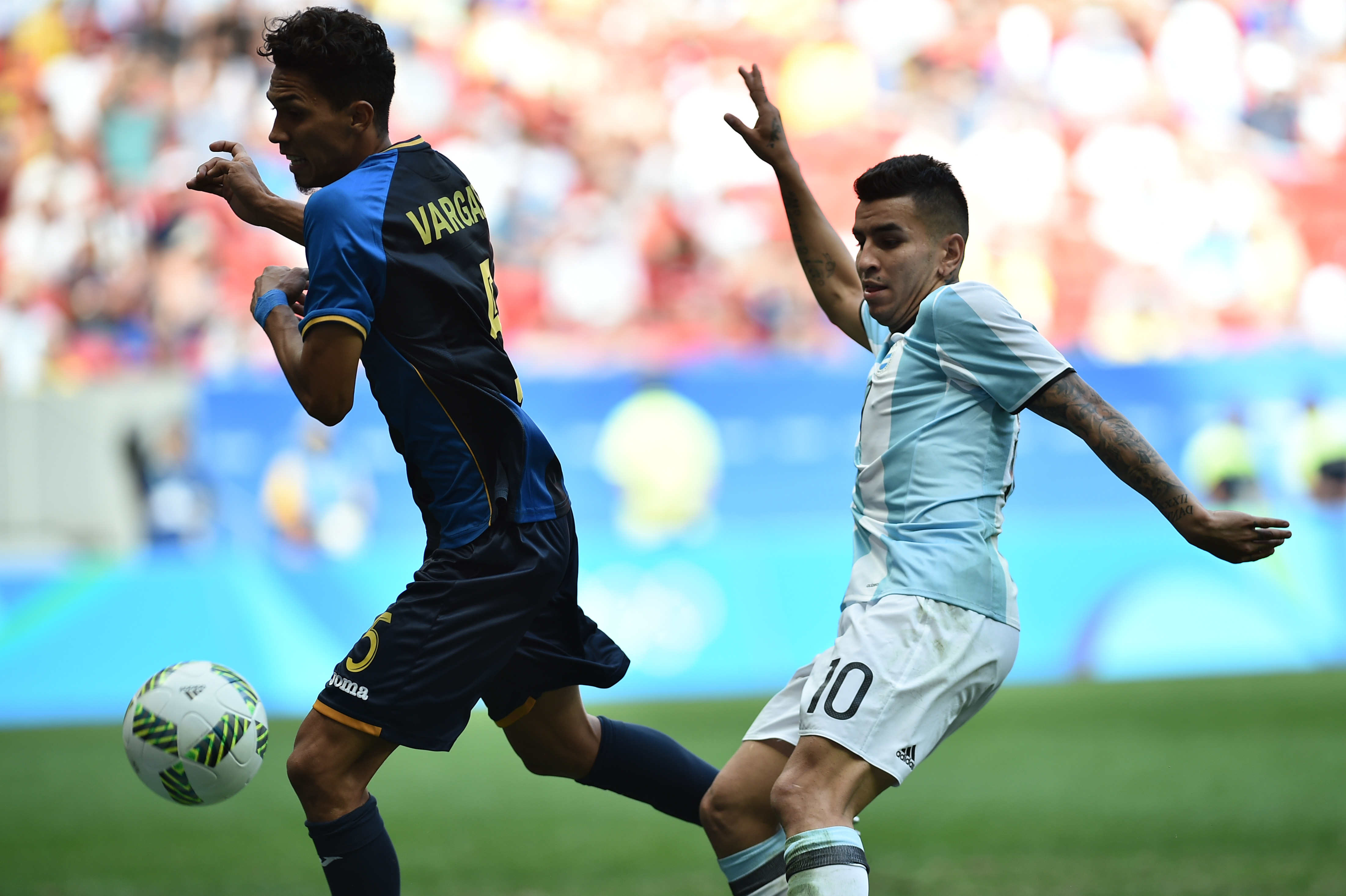
Correa thi đấu cho đội tuyển Argentina

## Phong cách chơi
Correa từng được so sánh với người đồng hương Sergio Agüero, do có chiều cao tương đồng. Tuy nhiên, lối chơi của anh ấy giống Carlos Tevez hơn, ở vị trí tấn công nhiều hơn, có kỹ năng tốt, tốc độ và trọng tâm thấp, bên cạnh kỹ thuật tốt và cú đỡ bước một

## Thống kê sự nghiệp

### Câu lạc bộ
Tính đến ngày 22 tháng 5 năm 2021
| Câu lạc bộ          | Mùa                 | Cúp liên đoàn       | Cúp liên đoàn | Cúp liên đoàn | Cúp quốc gia | Cúp quốc gia | Cúp châu Âu | Cúp châu Âu | Khác    | Khác      | Tổng cộng | Tổng cộng |
| Câu lạc bộ          | Mùa                 | Giải                | Số trận       | Bàn thắng     | Số trận      | Bàn thắng    | Số trận     | Bàn thắng   | Số trận | Bàn thắng | Số trận   | Bàn thắng |
| ------------------- | ------------------- | ------------------- | ------------- | ------------- | ------------ | ------------ | ----------- | ----------- | ------- | --------- | --------- | --------- |
| San Lorenzo         | 2012–13             | Primera División    | 13            | 4             | 1            | 0            | 2           | 0           | -       | -         | 16        | 4         |
| San Lorenzo         | 2013–14             | Primera División    | 35            | 6             | 0            | 0            | 9           | 2           | 1       | 0         | 45        | 8         |
| San Lorenzo         | Tổng                | Tổng                | 48            | 10            | 1            | 0            | 11          | 2           | 1       | 0         | 61        | 12        |
| Atlético Madrid     | 2014–15             | La Liga             | 0             | 0             | 0            | 0            | 0           | 0           | -       | -         | 0         | 0         |
| Atlético Madrid     | 2015–16             | La Liga             | 26            | 5             | 5            | 2            | 5           | 1           | -       | -         | 36        | 8         |
| Atlético Madrid     | 2016–17             | La Liga             | 31            | 4             | 7            | 4            | 9           | 0           | -       | -         | 47        | 8         |
| Atlético Madrid     | 2017–18             | La Liga             | 37            | 8             | 4            | 0            | 15          | 1           | -       | -         | 56        | 9         |
| Atlético Madrid     | 2018–19             | La Liga             | 36            | 3             | 4            | 2            | 8           | 0           | 1       | 0         | 49        | 5         |
| Atlético Madrid     | 2019–20             | La Liga             | 33            | 5             | 1            | 1            | 8           | 0           | 2       | 1         | 44        | 7         |
| Atlético Madrid     | 2020–21             | La Liga             | 38            | 9             | 2            | 0            | 8           | 0           | —       | —         | 48        | 9         |
| Atlético Madrid     | Tổng                | Tổng                | 201           | 34            | 22           | 9            | 52          | 2           | 3       | 1         | 280       | 46        |
| Tổng cộng sự nghiệp | Tổng cộng sự nghiệp | Tổng cộng sự nghiệp | 249           | 44            | 23           | 9            | 64          | 4           | 4       | 1         | 341       | 58        |

1. ↑  Appearance(s) in Copa Sudamericana
2. ↑  Appearance(s) in Copa Libertadores
3. ↑  Appearance in Copa Campeonato
4. 1 2 3 4 5  Appearance(s) in UEFA Champions League
5. ↑  Six appearances in UEFA Champions League, six appearances and one goal in UEFA Europa League
6. ↑  Appearance in UEFA Super Cup
7. ↑  Appearance(s) in Supercopa de España

### Quốc tế
Tính đến ngày 27 tháng 9 năm 2022
| Đội tuyển quốc gia | Năm       | Số trận | Bàn thắng |
| ------------------ | --------- | ------- | --------- |
| Argentina          |           |         |           |
| 2015               | 3         | 1       |           |
| 2016               | 4         | 0       |           |
| 2017               | 1         | 0       |           |
| 2018               | 2         | 0       |           |
| 2019               | 2         | 1       |           |
| 2021               | 6         | 1       |           |
| 2022               | 4         | 0       |           |
| Tổng cộng          | Tổng cộng | 22      | 3         |

#### Bàn thắng quốc tế
Tỷ số, kết quả và bàn thắng ghi được cho đội tuyển Argentina.
| #  | Năm                 | Địa điểm                                            | Đối thủ   | Ghi bàn | Kết quả | Giải đấu                 |
| -- | ------------------- | --------------------------------------------------- | --------- | ------- | ------- | ------------------------ |
| 1. | 4 tháng 9 năm 2015  | Sân vận động BBVA Compass, Houston, Hoa Kỳ          | Bolivia   | 7–0     | 7–0     | Giao hữu                 |
| 2. | 26 tháng 3 năm 2019 | Sân vận động Ibn Batouta, Tangier, Maroc            | Maroc     | 1–0     | 1–0     | Giao hữu                 |
| 3. | 2 tháng 9 năm 2021  | Sân vận động Olímpico de la UCV, Caracas, Venezuela | Venezuela | 3–0     | 3–1     | Vòng loại World Cup 2022 |

## Danh hiệu
San Lorenzo
- Argentina Primera División: 2013 Inicial
- Copa Libertadores: 2014

Atlético Madrid
- UEFA Europa League: 2017–18
- Siêu cúp UEFA: 2018
- Á quân UEFA Champions League: 2015–16

Argentina
- World Cup: 2022
- Copa América: 2021
- Siêu cúp Liên lục địa CONMEBOL–UEFA: 2022